# Pseudanophthalmus pontis
Pseudanophthalmus pontis är en skalbaggsart som beskrevs av Barr. Pseudanophthalmus pontis ingår i släktet Pseudanophthalmus och familjen jordlöpare. Inga underarter finns listade i Catalogue of Life.